# Charlene Cothran
Charlene E. Cothran é uma jornalista americana, editora da revista Venus e da extinta Kitchen Table News.
Cothran fundou a Venus em 1995, em Atlanta, no estado da Geórgia. Ex-lésbica e ex-ativista dos direitos LGBT, ela se converteu ao cristianismo em 2006 e, como resultado disso, mudou o propósito inicial de sua revista (apoio à comunidade LGBT de ascendência africana, em especial às mulheres negras lésbicas) para promover o movimento ex-gay, o que gerou polêmica em seu antigo grupo. Cothran afirma que o público alvo de sua revista continua o mesmo.